# Шейн Макмен
Шейн Брендон МакМен(англ. Shane Brandon McMahon) — реслер в четвертому поколінні, а нині один з керівників WWE, Шейн Брендон МакМен народився 15 січня 1970 року в місті Ґейтерсбург, штат Меріленд в сім'ї голови правління WWE Вінса Макмена і Лінди МакМен, старший брат Стефані МакМен.

## Біографія
Після закінчення середньої школи в Гринвічі, в 1988 році Шейн вступив до Університету Роджера Вільямса в Брістолі, штат Род-Айленд, де вивчав маркетинг і ЗМІ. Після декількох років навчання в Університеті Роджера Вільямса МакМен перевівся до Бостонського університету, який успішно закінчив в 1993 році.
Шейн МакМен почав кар'єру в WWF в ролі рефері Шейна Стівенса. Він почав подніматьяс на ринг в 1989 році, а на Реслманії XI став першим, хто вийшов до глядачів під час шоу. Також він відзначився на Royal Rumble 1991 року, судив титульний бій, а також з'явився на Реслманії VIII під час бійки Ріка Флера і Ренді Севіджа.